# Oreopanax velutinus
Oreopanax velutinus är en araliaväxtart som beskrevs av José Cuatrecasas. Oreopanax velutinus ingår i släktet Oreopanax och familjen Araliaceae. Inga underarter finns listade.